# Штучні джерела світла
Штучні джерела світла — технічні пристрої різної конструкції і з різними способами перетворення енергії, основним призначенням яких є отримання світлового випромінювання (як видимого, так і з різною довжиною хвилі, наприклад, інфрачервоного). У джерелах світла використовується в основному електроенергія, але також іноді застосовується хімічна енергія та інші способи вироблення світла (наприклад, тріболюмінесценції, радіолюмінесценції, біолюмінесценція та інше). На відміну від штучних джерел світла, природні джерела світла являють собою природні матеріальні об'єкти: Сонце, Місяць (лише відбиває світло), Полярні сяйва, світляки, блискавки та інше.

## Історія розвитку штучних джерел світла

### Свічки, скіпки і лампадки
Найпершим з використовуваних людьми у своїй діяльності джерелом світла, був вогонь (полум'я) багаття. З плином часу та зростанням досвіду, спалювання різних горючих матеріалів люди виявили, що більша кількість світла, може бути отримана спалюванням будь-яких смолистих порід дерева, природних смол, олій і воску. З точки зору хімічних властивостей, подібні матеріали містять більший відсоток вуглецю за масою і під час згоряння, сажисті частинки вуглецю, дуже розжарюються у полум'ї і випромінюють світло. Надалі, з розвитком технологій обробки металів, розвитком способів швидкого запалювання і у, значній мірі, з удосконаленням перших незалежних джерел світла, які можна було встановлювати в будь-якому просторовому положенні, переносити і перезаряджати пальним; а також певний прогрес у переробці нафти, восків, жирів, олій і деяких природних смол, дозволив виділяти необхідні паливні фракції: очищений віск, парафін, стеарин, пальмітин, гас тощо. Такими джерелами стали, насамперед свічки, смолоскипи, олійні, а пізніше, нафтові лампи і ліхтарі. З точки зору автономності та зручності, джерела світла, що використовують енергію горіння палив, дуже зручні, але з точки зору пожежної безпеки (відкрите полум'я), виділень продуктів неповного згоряння (сажа, пари палива, чадний газ) представляють відому небезпеку як джерело загоряння. Історія знає безліч прикладів виникнення великих пожеж, причиною яких були олійні каганці і ліхтарі, свічки тощо.

### Газові лампи
Подальший поступ і розвиток знань у галузі хімії, фізики та матеріалознавства, дозволили людям використовувати також і різні горючі гази, що віддають при згорянні більшу кількість світла. Особливою зручністю газового освітлення було те, що з'явилася можливість освітлення великих площ у містах, будівель тощо, за рахунок того що гази дуже зручно і швидко можна було доставити з центрального сховища (балонів) за допомогою прогумованих рукавів (шлангів), або сталевих чи мідних трубопроводів, а також, легко відсікати потік газу від пальника простим поворотом запірного крана. Найважливішим газом для організації міського газового освітлення став так званий «світильний газ», вироблений за допомогою піролізу жиру морських тварин (китів, дельфінів, тюленів та інше), а дещо пізніше вироблений у великих кількостях з кам'яного вугілля під час коксування останнього на газосвітильних заводах.
Одним з найважливіших складників світильного газу, який давав найбільшу кількість світла, був бензол, відкритий у світильному газі М. Фарадеєм. Іншим газом, який знайшов значне застосування у газосвітильній промисловості, був ацетилен, але зважаючи на його здатність до займання за відносно низьких температур і великих концентраційних межах займання, він не знайшов широкого застосування у вуличному освітленні і застосовувався в шахтарських та велосипедних карбідних ліхтарях. Іншою причиною була його виняткова дорожнеча порівняно зі світильним газом.
Паралельно з розвитком застосування найрізноманітніших палив у хімічних джерелах світла, удосконалювалася їхня будова і найвигідніший спосіб спалювання (регулювання притоку повітря), а також конструкція і матеріали для посилення віддачі світла і живлення (ґноти, газорозжарювальні ковпачки тощо) На зміну недовговічним ґнотам з рослинних матеріалів (прядиво), стали застосовувати просочення рослинних ґнотів борною кислотою і волокна азбесту, а з відкриттям мінералу монациту виявили його чудову властивість за прожарювання, дуже яскраво світитися і сприяти повноті згоряння світильного газу. Задля підвищення безпеки використання, робоче полум'я стали огороджувати металевими сітками і скляними ковпаками різної форми.

### Поява електричних джерел світла
Подальший поступ у сфері винаходів і конструювання джерел світла, значною мірою, був пов'язаний з відкриттям електрики і винаходом джерел струму. На цьому етапі науково-технічного прогресу, стало цілком очевидно, що для збільшення яскравості джерел світла, треба збільшити температуру області, що випромінює світло. Якщо у випадку застосування реакцій горіння різноманітних палив на повітрі, температура продуктів згоряння досягає 1500—2300 ° C, то за використання електрики, температура може бути ще значно збільшена. Під час нагрівання електричним струмом, різних струмопровідних матеріалів з високою температурою плавлення, вони випромінюють видиме світло і можуть слугувати джерелами світла тієї або іншої інтенсивності. Такими матеріалами було запропоновано: графіт (вугільна нитка), платина, осмій, вольфрам, молібден, реній та їх сплави. Для збільшення довговічності електричних джерел світла, їхні робочі тіла (спіралі і нитки розжарення) стали розміщувати у спеціальних скляних балонах (лампах), вакуумованих або заповнених благородними або неактивними газами (водень, азот, аргон та інше). При виборі робочого матеріалу, конструктори ламп, керувалися найбільшою робочою температурою нагрівання спіралі, і основну перевагу було віддано вуглецю та, надалі, вольфраму. Вольфрам і його сплави з ренієм і по теперішній час (на початку XXI століття), є найпоширенішими матеріалами для виготовлення електричних ламп розжарювання, тому що у найкращих умовах, вони здатні нагріватися до температур в 2800-3200° C. Паралельно з роботою над лампами розжарювання, в епоху відкриття та використання електрики, також було почато і значно розвинено роботи з електродуговим джерелом світла (свічка Яблочкова) і з джерелами світла на основі тліючого розряду. Дугові джерела світла, дозволили впровадити можливість отримання величезних за потужністю потоків світла (з силою світла сотні тисяч і мільйони Кандел), а джерела світла на основі тліючого розряду — надзвичайно високу економічність. На початку XXI століття, найдосконалішими джерелами світла на основі електричної дуги — натрієві, криптонові, ксенонові, ртутні газорозрядні та металгалогенові лампи, на основі тліючого розряду в інертних газах (гелій, неон, аргон, криптон і ксенон) з парами ртуті та інші -- люмінесцентні лампи, а з використанням ефекту електролюмінесценції, 2007 року з'явилися світлодіодні лампи і матриці. Найпотужнішими і найяскравішими штучними джерелами світла, станом на 2017 рік, були лазери. Дуже потужними джерелами світла також, є різноманітні піротехнічні освітлювальні сполуки, що застосовуються для фотозйомки, освітлення великих площ у військовій справі (фотоавіабомби, освітлювальні ракети та освітлювальні бомби).

### Типи джерел світла
Для отримання світла, може бути використано різні форми енергії, і можна вказати на основні види джерел світла.
- Електричні: електричне нагрівання тіл розжарення або плазми. Тепло Джоуля, вихрові струми, потоки електронів або іонів.
- Ядерні: розпад ізотопів або поділ ядер.
- Хімічні: горіння (окислення) палив і нагрівання продуктів згоряння або тіл розжарення.
- Електролюмінесцентні: безпосереднє перетворення електричної енергії на світлову у напівпровідниках (світлодіоди, лазерні світлодіоди) або люмінофорах, які переробляють на світло, енергію змінного електричного поля, або перетворюють на світло, енергію потоку електронів (катодно-люмінесцентні).
- Тріболюмінесцентні: перетворення механічних впливів у світло.
- Біолюмінесцентні: бактеріальні джерела світла в живій природі